# Vanessa Wood

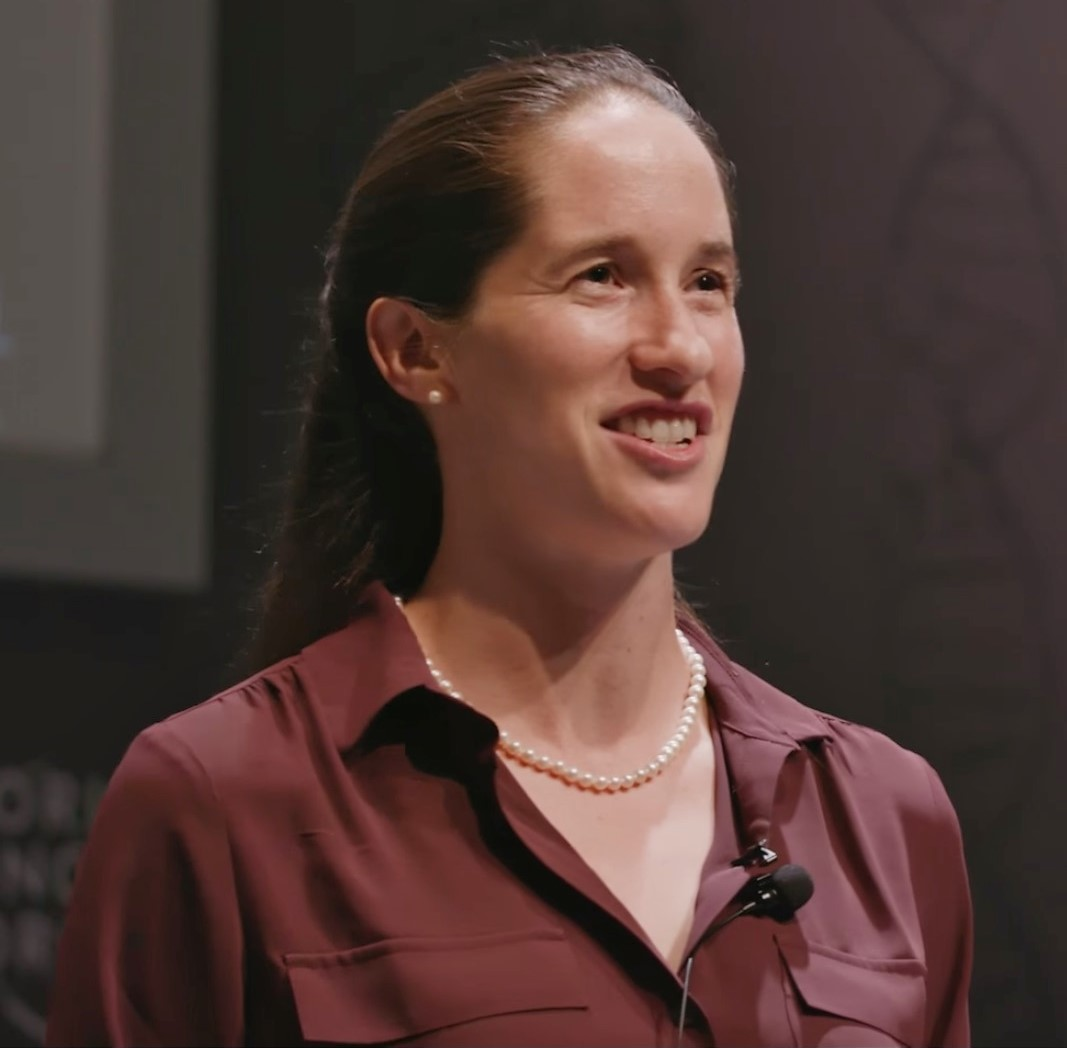
Vanessa Wood, 2021

Vanessa Wood (* 25. Februar 1983) ist eine amerikanische Elektroingenieurin. Sie ist Professorin an der ETH Zürich.

## Leben
Wood begann 2001 ein Studium am Yale College. Nach dem Bachelor-Abschluss in angewandter Physik 2005 wechselte sie an das Massachusetts Institute of Technology (MIT), wo sie 2007 einen Master in Elektrotechnik und Informatik machte und 2010 in Elektrotechnik promoviert wurde. Zugleich war sie von 2005 bis 2009 wissenschaftliche Assistentin am MIT.
Nach einer kurzen Tätigkeit als Postdoc am MIT wechselte sie 2011 als Assistant professor an die ETH Zürich. 2015 wurde sie dort zur Associate-Professorin. Seit 2019 ist sie Lehrstuhlinhaberin. Bereits seit 2018 leitet sie das Departement Informationstechnologie und Elektrotechnik der Hochschule. Von Januar 2021 bis Dezember 2025 amtet Wood zudem als Vizepräsidentin der ETH für Wissenstransfer und Wirtschaftsbeziehungen.
Wood ist verheiratet und hat ein Kind.

## Wirken
Vanessa Woods Forschungsthema sind Transportprozesse in komplexen Materialien. Dabei kombiniert sie Grundlagenforschung mit Anwendungen, unter anderem im Bereich der Elektrochemie, und ist insbesondere in viele Industrieprojekte eingebunden. 2015 gründete sie das Unternehmen Battrion, ein Spin-off der ETH. Ihre Arbeitsgruppe am Institut für Elektronik untersucht den Transport von Elektronen, Ionen und Wärme in elektronischen, photonischen und elektrochemischen Systemen. Dabei werden kommerziell etablierte Technologien wie etwa Lithium-Ionen-Batterien und Quantenpunkt-Leuchtdioden, aber auch neuartige Halbleiter oder metallische Werkstoffe für künftige Bauelemente untersucht. Woods Gruppe benutzt dabei zum einen experimentelle Methoden zur Charakterisierung und Messung von Strukturen von atomaren bis zu makroskopischen Längenskalen, zum anderen Simulationsmethoden zur Verbesserung der Herstellungsmethoden für neue Werkstoffe und Bauelemente.

## Ehrungen und Auszeichnungen
2014 verliehen die Konzerne Volkswagen AG und BASF Vanessa Wood den mit 50.000 Euro dotierten Wissenschaftspreis Science Award Electrochemistry für ihre Arbeiten zur Untersuchung des Einflusses der Mikrostruktur von Lithium-Ionen-Batterien auf deren Effizienz. 2017 gehörte sie zu einer Gruppe von weltweit 55 Nachwuchswissenschaftlerin, die vom Weltwirtschaftsforum für ihre Beiträge zu Spitzenforschung geehrt wurden. Die Materials Research Society zeichnete sie 2018 mit ihrem Nachwuchspreis, dem Outstanding Early-Career Investigator Award, aus.